# Augochlora microchlorina
Augochlora microchlorina là một loài Hymenoptera trong họ Halictidae. Loài này được Cockerell mô tả khoa học năm 1949.